# Embadium uncinatum
Embadium uncinatum är en strävbladig växtart som beskrevs av Ernest Horace Ising. Embadium uncinatum ingår i släktet Embadium och familjen strävbladiga växter. Inga underarter finns listade i Catalogue of Life.